# 光永泰一朗
光永泰一朗（みつなが たいちろう、1976年9月12日 - ）は日本のシンガーソングライターである。静岡県富士市出身。身長185cm。血液型はAB型。
弟は歌手の光永亮太、妻はFUZZY CONTROLのSATOKO。義父はドラマーの菅沼孝三。

## 略歴
- 2歳まで出生地の静岡県富士市で育ったのち、東京都江東区に移った（そのため出身地が東京都となっている場合もある）。
- 江東区立明治小学校に入学。父の仕事の関係で8歳から14歳までをイリノイ州シカゴ近郊のシャンバーグで過ごす。この間フィル・コリンズなどに影響されておもちゃのドラムセットを叩くようになり、小学校高学年からは日本人学校の中学部の先輩らとバンドを組んで本物のドラムスを担当した。
- 帰国後はバスケットボールに打ち込む。江東区立深川第二中学校を卒業。1994年、慶應義塾高等学校3年の時にはバスケットボール部のキャプテンを務め、またわかしゃち国体に少年男子バスケットボールの神奈川県代表選手として出場した。
- 慶應義塾大学法学部法律学科を卒業[1]。
- 2001年、新田雄一、小越啓史らとスリーピースバンドCOVERを結成。
- 2004年、小越の脱退に伴いバンド名を「BLUE AGE ORCHESTRA」に改名。シングル2枚をリリースし、アルバム制作の準備も進んでいたが、2005年3月いっぱいでレコード会社との契約を終了。
- 2005年10月より、下北沢440を会場とするライブシリーズ「Off the Record Productions（略称:オフレコ）」を自らたちあげ、ライブを中心としたソロシンガー活動を開始。
- 2007年、コロムビアミュージックエンタテインメントのレーベルJ's Records第1号アーティストとして、アルバム『僕はここにいるよ』でソロデビュー。
- 2007年10月から11月にかけて、米倉利紀「toshinori YONEKURA concert tour 2007-gotta crush on..... volume. six- samurai quality」にバックグラウンドヴォーカルとして参加。
- 2012年9月、歌手で作曲家の澤田かおりと結婚した事を自身のブログで発表[2]。
- 2013年12月、弟の亮太と共にユニット「ユメノツヅキ」を結成。「Vo.、Cho.、小道具、作詞」を担当している[3]。
- 2017年、ミュージカル『RENT』でコリンズ役に抜擢[4]。
- 2018年5月1日、澤田かおりと協議離婚したことを自身のブログで報告した[5]。
- 2020年2月29日、FUZZY CONTROLのSATOKOと結婚したことを、自身のブログで発表[6]。
- 2020年6月1日、第一子となる女児が誕生[7]。
- 2024年12月11日、自身の声を元にしたVoiSonaソングライブラリ「白岬ジャスパー」が発売された[8]。

## ディスコグラフィー

### アルバム
1. 僕はここにいるよ（2007年8月22日）
  1. WELCOME TO THE SHOW Feat. GIORGIO13（From So' Fly）
  2. STORY
  3. Waiting
  4. 僕はここにいるよ
  5. With You
  6. あしたへ
  7. ひとつぼし
2. その先へ（2012年9月12日）
  1. Sing Your Song
  2. その先へ
  3. Backmirror
  4. あなたという花
  5. Reason 4 Seasons
  6. Traveller
  7. Breathe on my lips
  8. What's on your mind?
  9. 終わりゆくもの
  10. 空を見上げて

### 参加作品
1. 「Get UR Dream feat. Taichiro Mitsunaga」
  - DESTINO「Get UR Dream」（2007年5月2日）2曲目
2. 「After the Laughter feat. 光永亮太 and 光永泰一朗」
  - Micro of Def Tech「Laid Back」（2007年8月8日）13曲目
  - 詞・曲（いずれもMicroおよび亮太との共作）、ヴォーカルで参加
3. 「Aah Iaaa feat. 光永泰一朗」
  - So' Fly「STARLIGHT VAGABOND 〜LUVS COLLECTION〜」（2007年12月19日）4曲目
4. 「Nuthin' but summer feat. 光永泰一朗」
  - So' Fly 「OLD DAYZ」（2008年10月29日）カップリング曲（2曲目）
5. 「Twisty Love」
  - 大黒摩季「LUXURY 22-24PM」（2009年2月4日）Disc1:2曲目 ※光永亮太と共にコーラスで参加
6. 「ALWAYS featuring Taichiro Mitsunaga and Ryota Mitsunaga」
  - 大黒摩季「LUXURY 22-24PM」Disc2:6曲目 ※Atlantic Starrをカバー・光永亮太と共にゲストヴォーカルで参加
7. 「群青の空」
  - はちたまコンピレーション・アルバム「LOVE THE EARTH」（2010年2月17日）5曲目
8. 「空を見上げて 〜Acoustic Version〜」
  - はちたまコンピレーション・アルバム「LOVE THE EARTH」9曲目
9. 「FAKE REALITY feat. 光永泰一朗, KAZMANIAC」
  - NERDHEAD「BEGINNING OF THE END」（2010年4月7日）7曲目

## 主な出演

### 舞台
- ミュージカル『RENT』（2017年7月 - 8月、シアタークリエ） - コリンズ 役[4]